# Aeroportul Brockville-Thousand Islands Regional Tackaberry
Aeroportul Brockville-Thousand Islands Regional Tackaberry (IATA: XBR) este un aeroport din Ontario, Canada. Aeroportul a fost tranzitat în 2019 de 0 pasageri.
Situat la o altitudine de 123 m, aeroportul dispune de o singură pistă. Este operat de Brock Air Services⁠(d).